# Urodasys mirabilis
Urodasys mirabilis är en djurart som tillhör fylumet bukhårsdjur, och som beskrevs av Adolf Remane 1926. Urodasys mirabilis ingår i släktet Urodasys och familjen Macrodasyidae. Arten är reproducerande i Sverige. Inga underarter finns listade i Catalogue of Life.